# Ichneumon romani
Ichneumon romani là một loài tò vò trong họ Ichneumonidae.